# Oscar von Sivers
Oscar von Sivers, von 2020 Oscar Eklund (* 27. August 1988 in Stockholm), ist ein ehemaliger schwedischer Eishockeyspieler, der im Verlauf seiner Karriere in den höchsten Ligen Schwedens, Finnlands, Deutschlands und Tschechiens als Verteidiger aktiv war.

## Karriere
Von seinem Jugendclub AIK IF wechselte Oscar von Sivers – damals noch unter seinem Geburtsnamen Eklund spielend – im Jahr 2004 im Alter von knapp 16 Jahren in die Nachwuchsabteilung von Djurgårdens IF. Dem Verein blieb er sieben Jahre lang treu und dort entwickelte sich vom U18- und U20-Spieler zum Profi. Zu seinen ersten Einsätzen in der Elitserien kam er in der Saison 2006/07. Nachdem er zu alt für die Junioren-Mannschaften geworden ist, sammelte er in den folgenden beiden Jahren durch Ausleihen zudem Spielpraxis in der zweitklassigen HockeyAllsvenskan. In der Spielzeit 2009/10 setze er sich endgültig als Stammkraft in der Elitserien durch und zog mit Djurgården bis ins Finale ein. Die Saison 2010/11 wurde dann mit fünf Toren und zehn Vorlagen seine bis dahin mit Abstand punktbeste.
Ab 2011 verbrachte der Verteidiger – mit Ausnahme der Saison 2014/15, als er für Brynäs IF wieder in der Elitserien auflief – einige Jahre in der finnischen Liiga. Für zwei Spielzeiten stand er bei Oulun Kärpät unter Vertrag, verpasste einen Großteil der Saison 2012/13 allerdings wegen einer Knieverletzung, die er sich in der Saisonvorbereitung im August 2012 zugezogen hatte. 2013 wechselte er für eine Saison zu Helsingfors IFK. Zwischen 2015 und 2017 spielte er schließlich für KooKoo.
Nach einer Schulterverletzung ging von Sivers zunächst vereinslos in die Saison 2017/18, ehe er im Oktober von den Iserlohn Roosters aus der Deutschen Eishockey Liga (DEL) verpflichtet wurde. Auch zu Beginn der Spielzeit 2018/19 hatte er zunächst keinen neuen Verein gefunden. Im November nahm er dann das Angebot von JYP Jyväskylä in der Liiga an, einen Vertrag für zwei Monate zu unterzeichnen. Anschließend entschloss er sich zu einem Wechsel nach Tschechien. Dort spielte er für den HC Dynamo Pardubice und Mountfield HK in der Extraliga. Im Sommer 2020 kehrte er nach Schweden zurück und nahm in diesem Zeitraum den Namen von Sivers an. Nach zwei Spielzeiten als Kapitän bei Södertälje SK in der Allsvenskan ließ er seine Karriere anschließend beim Boo HC in der fünftklassigen Hockeytrean ausklingen.

### International
Oscar von Sivers spielte in verschiedenen Altersklassen in den schwedischen Nachwuchsnationalmannschaften. Unter anderem gehörte er zu dem Team, das bei der Eishockey-Weltmeisterschaft der U20-Junioren 2008 die Silbermedaille gewann. Zwischen 2010 und 2012 spielte er auch neunmal für die A-Nationalmannschaft.

## Erfolge und Auszeichnungen
- 2004 Sieger des Turniers TV-Pucken mit einer Stadtauswahl Stockholms
- 2005 Schwedischer U18-Vizemeister mit Djurgårdens IF
- 2007 Schwedischer U20-Vizemeister mit Djurgårdens IF
- 2010 Schwedischer Vizemeister mit Djurgårdens IF

### International
- 2008 Silbermedaille bei der U20-Junioren-Weltmeisterschaft

## Karrierestatistik

### International
Vertrat Schweden bei:
- U20-Junioren-Weltmeisterschaft 2008

(Legende zur Spielerstatistik: Sp oder GP = absolvierte Spiele; T oder G = erzielte Tore; V oder A = erzielte Assists; Pkt oder Pts = erzielte Scorerpunkte; SM oder PIM = erhaltene Strafminuten; +/− = Plus/Minus-Bilanz; PP = erzielte Überzahltore; SH = erzielte Unterzahltore; GW = erzielte Siegtore; 1 Play-downs/Relegation; Kursiv: Statistik nicht vollständig)